# 美國陸軍第29步兵師
第29步兵師，别称“蓝灰师”，師部位于美國維吉尼亞州贝尔沃堡。隸屬於陸軍國民警衛隊，由馬里蘭州，弗吉尼亞州和北卡羅來納州三州的國民警衛隊所組成。最早成立於1917年。在一战中编入美国远征军派往法国。二戰爆發之後，該師又重新进入正規部隊的編制。其後，第29步兵師參與了後來的大君主作戰。其第116步兵團临时配属至第1步兵師，并与第16步兵團共同组成登陸奥马哈海滩的第一波部隊。并在战役中负责支援游骑兵部队清除重要据点。在之后的战争中深入内陆到达圣洛，随后穿过整个法国进入德国。在戰後，该师经历了多次整编与解散。尽管在之后的半个世纪里没有直接参与作战，但其多次在世界范围内参加演习活动。后来進駐波斯尼亚和科索沃作为指挥单位。除此之外，该师中的部分单位先后参加过驻守关塔那摩湾海军基地、阿富汗战争（持久自由行动）以及伊拉克战争（伊拉克自由行动及新黎明行动）。
2016年，有两支29师的单位分别派往海外。在7月和10月，29师分别有超过80名和450名士兵参加关键决心行动以及斯巴达盾牌行动。

## 历史
美国陆军第29师名义上于1917年7月18日（即美国加入一战三个月后）在美国陆军国民警卫队中组建。:319 师中的步兵单位由第57步兵旅与第58步兵旅组成。第57步兵旅下辖新泽西州第113和第114步兵团。第58旅下辖来自马里兰州的第115团和弗吉尼亚州的第116步兵团。砲兵单位为马里兰州第110砲兵团、弗吉尼亚州第111炮兵團、新泽西州第112砲兵团。由于该师所下辖单位的所属地区在美国内战期间分属不同阵营，因此得到“蓝灰师”的绰号（南北战争中北军军服为蓝色，南军军服为灰色）。1917年8月25日，该师在阿拉巴马州麦克莱伦堡正式组建。:319

### 第一次世界大战
第29师在1918年6月启程前往西线并加入美国远征军（American Expeditionary Force）。29师的先遣队在6月8日到达法国布雷斯特。在9月底，29师作为法国第17军的一部分参加了美军第一集团军的默茲-阿戈訥攻勢。在21天的战斗中，第29师向前推进7公里，俘虏2,148名士兵，清除机枪及火炮超过250挺。全师有170名军官与5,691名士兵伤亡，占到了编制的百分之三十。1918年11月11日与德国签署停战协议后，双方停止交火。该师在1919年5月返回美国。:319 部队在5月30日于迪克斯堡退出现役，不过仍然作为国民警卫队下辖的单位活动。

### 第二次世界大战
二战爆发时，美国开始重建与扩张其军事力量。1941年2月3日，该师重新进入现役。 师上单位前往米德堡受训。由于陆军中废除师下辖旅的制度，该师中的第57及58旅裁編，:159取而代之的是第115、第116及第175步兵团。:592 同时配属的部隊有：第110，111，224及227野战砲兵营，第29通讯连，第729军械连，第29军需连，第29骑兵侦查连，第121工兵營，第104醫務营以及第29情报特遣队。:5921942年3月12日，即日本偷袭珍珠港以及美国向日本宣战后三个月，完成编制重组的该師番号改为「第29步兵師」并开始准备渡海、開赴欧洲。:320
1942年10月5日，第29步兵師及师长伦纳德·杰罗少将受命乘坐英国皇家邮轮玛利皇后号前往英国。 它的驻守地点遍布英格兰及爱尔兰，并且就地进行强渡英吉利海峡登陆欧洲北部的训练。1943年5月，部队移動至德文郡-康沃尔郡半岛并且展开对防御阵地的攻击演习。此时第29步兵師编入美国陆军第一集团军第5军。:307月，前师长伦纳德·杰罗升任第5军軍長，师长一职由查尔斯·格哈德少将接任直到战争结束。

#### 霸王行动
对法国的代号为“霸王行动”的跨海入侵作战最终在1944年6月6日（D日）展开。在奥马哈海滩登陆战中，第29师的第116团奉派至精锐部隊——第1步兵師第16團的西侧。:92奥马哈海滩因为其崎岖的地形与俯瞰海滩的峭壁而成为五个登陆海滩中最难攻取的一个，德军第352步兵師 (德國國防軍)依据这些险要地形固守阵地。:86 第116团的任务是攻取Easy Green，Dog Red，Dog White，和Dog Green四个海滩区域。在登陆当天，使用大量的载具运送第29步兵師的士兵，包括登陆艇、步兵登陆舰、坦克登陆舰及其他的船舶。:86

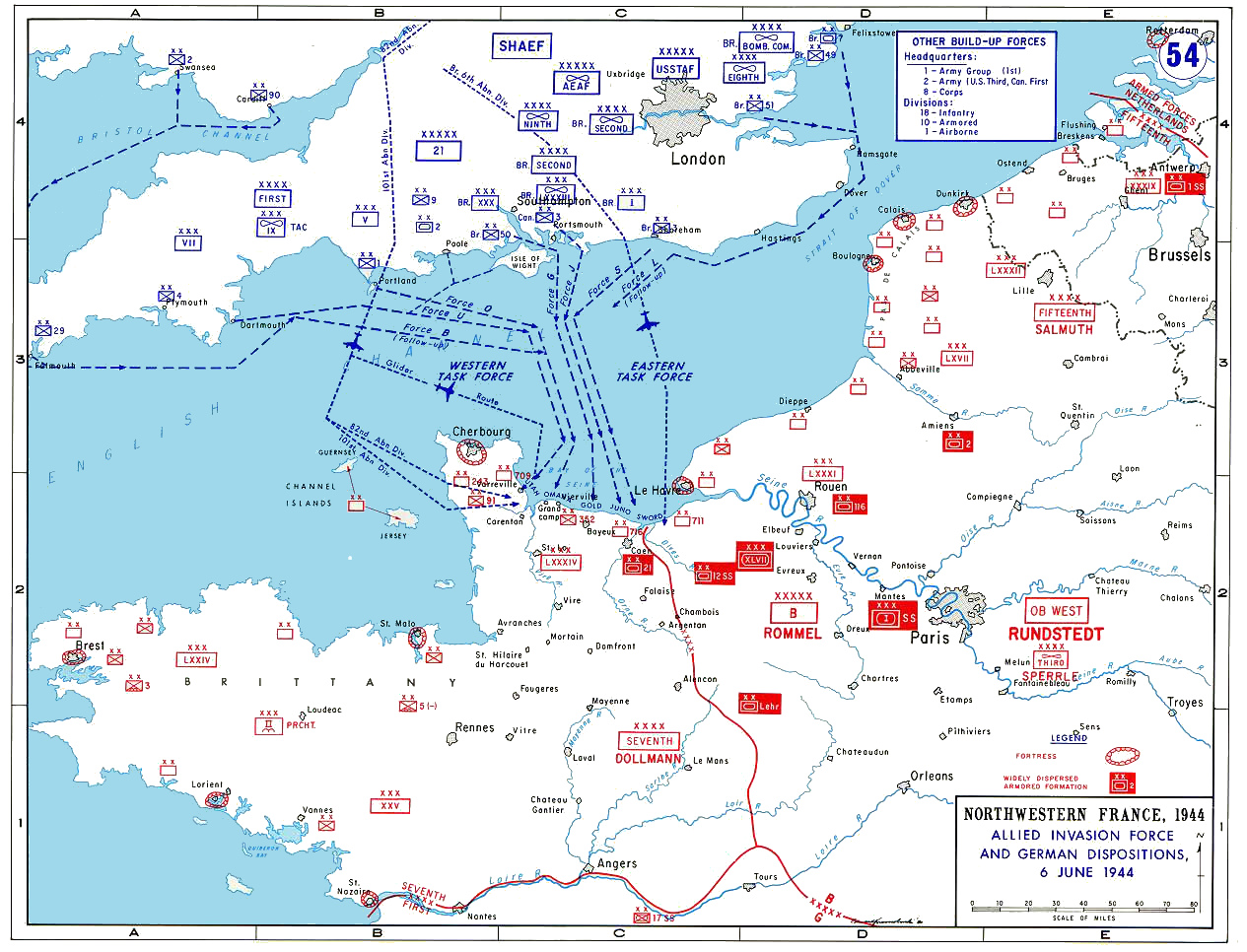
盟军入侵诺曼底的战役计划

当部队抵达海滩时，恶劣的海况以及交战的混乱状况，使得大部分的登陆部队没有按计畫到达登陆地点，第116团同样不能倖免。:95团裡的装甲兵力在离海滩过远的水域下水，大部分沉没在海峡裡。第116团的士兵在6点30分成为第一批对海滩发起进攻的步兵，并遭受防御工事內的猛烈德軍火力攻击。在第116团登陆区最西侧的来自弗吉尼亚州贝德福德的1营A连（原属弗吉尼亚国民警卫队）被德军猛烈的火力击溃，在其西侧登陆的第2游骑兵营C连也面臨半数伤亡。:98由于A连的惨重伤亡，国家D日纪念碑設置在贝德福德。在东面的第1步兵師也遭遇类似防御工事，使得其登陆行动遭受重大损失。由于海滩上的美军无法攻克海滩出口处的防御工事据点而导致没有足够的空间继续让后续部队登陆，登陆行动遂在8点30分终止。第1軍團司令奥马尔·布莱德雷考虑将海滩上的残存者撤离并让剩余部队在其他地点登陆。:29:100 但部队在午时得以重新组织并攻克滩头阵地，登陆行动得以继续进行。:103 在傍晚，第29师有百分之60的兵力运送至海滩，师指挥部也移至海滩并开始组织向内陆推进。6月7日，第二批含第29师和第1师共20,000人的预备队登陆支援。在行动结束时，两个师在奥马哈海滩共伤亡2,400人。:106–7加上在诺曼底其他海滩与空投区的伤亡人数，总伤亡为9,500人（其中美军6,500，英军及加军3,000人），这比预期伤亡略低。

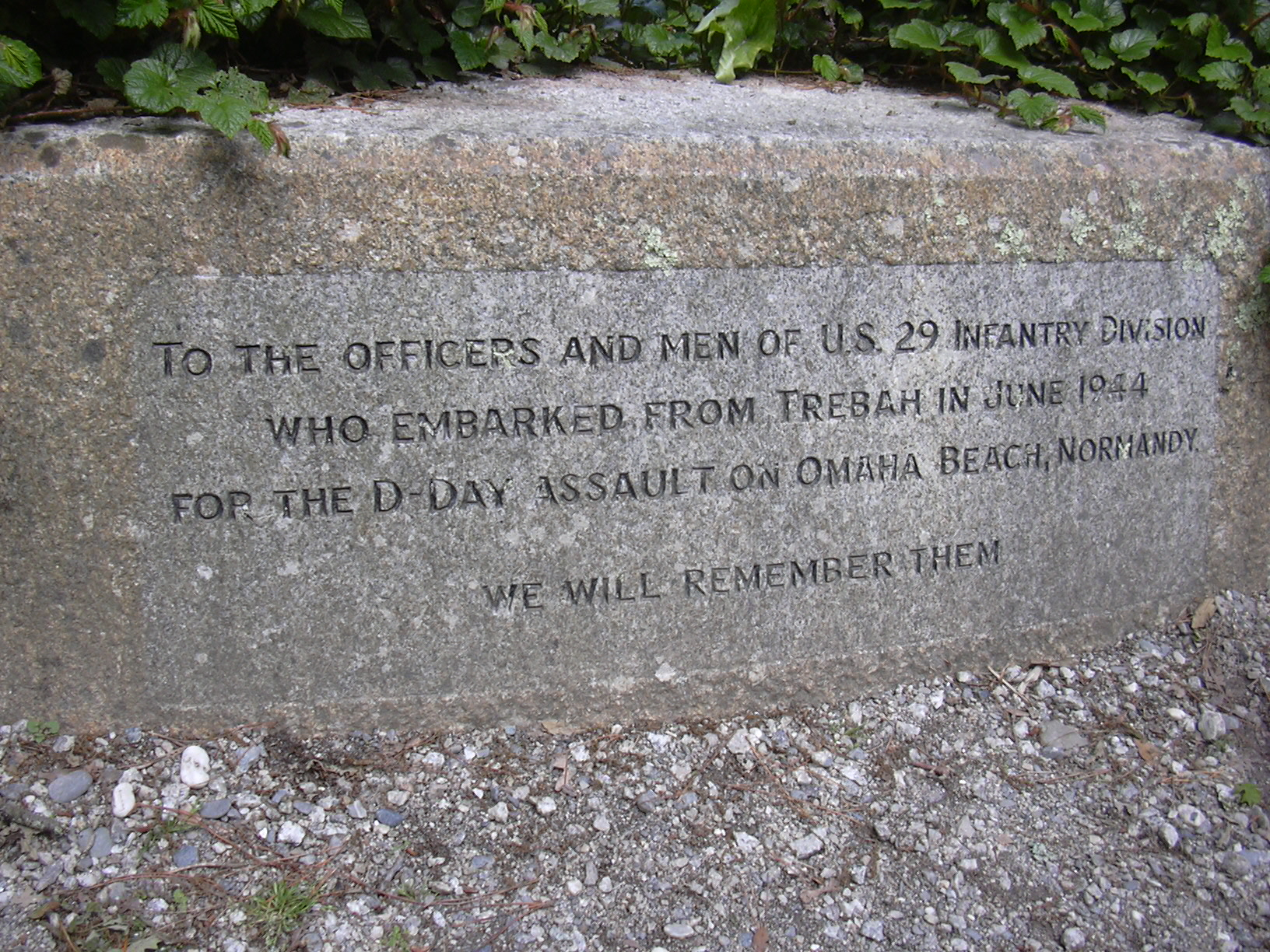
位于英国特雷巴的第29师登船纪念碑

至7日，全师登陆法国诺曼底。:1229日，奥马哈海滩已完全肅清，第29步兵師佔领伊西尼莱比阿。 7月14日，该师编至第12集團軍第1軍团第19军。

#### 突破
部队在跨过埃勒河后开始向圣洛推进并在诺曼底的树篱墙内艰苦地战斗。:17德军预备队随后在城镇外围组建一道新防线，进攻的美军部队随即与其在城镇外两英里的地点展开一场惨烈的战斗。:31德军依仗法国错综复杂的树篱牧地，在几乎成为废墟的圣洛中与盟军逐屋厮杀。在战斗的最后阶段，损失惨重的德国步兵需要依赖火炮支援才能守住阵地。:72–73已在D日大量减员的第29步兵師在惨烈的圣洛战役中进一步遭受伤亡。最终，拥有P47战斗机空中支援的第29步兵師在一次正面进攻中攻占圣洛。:74–75
在占领圣洛之后，第29步兵師于7月18日参加了维尔战役并在8月7日将这座设有重防的城市攻下。部队在进攻圣洛东南方的重要据点时继续面临德军的强烈抵抗。:105第29师随后重新编入第五军，之后又编入第八军。随后其向西挺进并投入8月25日到9月18日的进攻布雷斯特的战役。在经过短暂的休整后，该师回到第十九军并前往沿特费伦-盖伦基兴一线的防御阵地，其在10月期间一直在该处坚守。在11月16日，步兵師开始向鲁尔河进发并依次强攻通过赛尔斯多夫（Siersdorf）、巴斯韦勒、杜尔波斯拉（Durboslar）、和贝滕多夫，并在月底到达鲁尔河畔。 经过激烈战斗后部队于12月8日攻克于利希斯珀普莱斯（Jülich Sportplatz）和海恩巴。
从1944年12月8日至1945年2月23日，部队编入第十三军并在鲁尔河一线驻防准备下一次的大型攻势。之后它改歸第十九军 并于23日渡过鲁尔河发动进攻。依次通过于利希、埃尔克伦茨、蒂茨，并于1945年3月1日抵达门兴格拉德巴赫。 在3月，部队退出战斗。部队在4月上旬编入第十六军，随后其下辖的第116团协助清肃鲁尔地区。4月19日後，编入第八军并向易北河推进，之后直到5月4日之前一直在当地驻守。同时，175团在克勒策一带清肃敌军。在欧洲胜利日后，该师驻扎在不来梅并再一次编入第十六军。

#### 伤亡
- 总伤亡：20,620[17]
- 阵亡：3,887[17]
- 受伤：15,541[17]
- 失踪：347[17]
- 被俘：845[17]

从1943年7月，第29师師长为查尔斯 H.格哈德。由于该师过高的伤亡率而产生一则笑话，说格哈德实际上指挥三个师:一个在战场上，一个在医院里，一个在墓地里。在242天的战斗中，该师阵亡3,887人，受伤15,541，失踪347人，被俘845人以及非战斗减员8,665人。总计超过正常编制的两倍，但该师在战斗中共俘获38,912名德军。
第29步兵師在战斗中共获得4次杰出部隊嘉奖令。以及4次参战飘带（campaign streamers），其士兵在战争中共获得过5枚荣誉勋章，44枚杰出服役十字勋章，1枚陆军杰出服役勋章，854枚银星勋章，17枚功绩勋章，24枚士兵勋章，6,308枚铜星勋章以及176枚航空勋章。:123
战后，第29步兵師执行占领任务直到1945年末。截至1946年1月之前，其指挥部一直设在德國不莱梅附近的格罗恩军营。部队在1946年1月返美，随后在新泽西州的基尔默军营退出现役并解散。:321

### 重新入役
1946年10月23日，第29步兵师在弗吉尼亚州诺福克重新进入现役部队。:320但在这次服役中，其下辖部队并没有齐装满员，僅仅运作数年便重新归回到国民警卫队。在接下来的数年期间，部队仅仅参加周末及夏季训练任务，并无任何突发任务。
1959年，该部队整编为五制原子师（Pentomic）。根据尤英（Ewing）的书籍《第29步兵师：一支战斗师的简史》（29th Infantry Division: A Short History of a Fighting Division）中的资料，几支马里兰的步兵连与工兵连改编为第115装甲团的中型坦克营，同时建立的有第29航空连以及于弗吉尼亚组建、作为师属侦查部队的第183装甲团第1侦查中队。1963年，该师根据陆军师重组计划而重新组建，将下辖单位由原本的团改为旅。下辖单位包括弗吉尼亚陆军国民警卫队第29步兵师第1、第2旅:322以及马里兰陆军国民警卫队第29步兵师第3旅。:323经过部队整编后第29师继续在国民警卫队中服役。
1968年，在越战中期，美国陆军解散了一批国民警卫队以及预备役部队从而进行资源重整，第29师即名列當中。在此期间，其下辖部队改分至其他国民警卫队当中。其第1旅解編，第2旅改编为第116旅，第3旅改编为第28步兵师第3旅。:193–94
在1984年6月6日，即登陆奥马哈海滩40周年，美国陆军宣布，作为国民警卫队改编的一部分，第29步兵师将作为轻步兵师重新入役。 1985年9月30日，部队在弗吉尼亚州贝尔沃堡完成入役，同时在马里兰州亦有下辖单位。:320 第116步兵旅重编为第29师第1旅，第58步兵旅則编为29師第3旅。:194部队在同年获得其部隊識別章。

### 冷战后
在美苏冷战末期，美国陆军进一步削减经费。第29步兵师虽保留编制，但其第2旅則解編，并由逐渐解散的第26步兵师的剩余人员（编为第29师第26旅）所替代。:194
1998年7月，第29步兵师参加了国民警卫队在弗吉尼亚州展开的有史以来规模最大的一次军事演练活动。在绰号为钦迪特行动的师机动演习中，其集结了部署在弗吉尼亚、马里兰、马萨诸塞、新泽西、康涅狄格以及哥伦比亚特区的守备部队。演习以第29师第1、第3旅乘坐UH60黑鹰直升机进入战略着陆点为开端。在演习中，北约成员国的武装部队与该师一同演练。 2008年12月，第29师派遣一支特遣队前往日本东京附近的朝霞駐屯地并与日本陆上自卫队参加代号为「山樱55」的日本入侵應對模拟演习。

### 目前

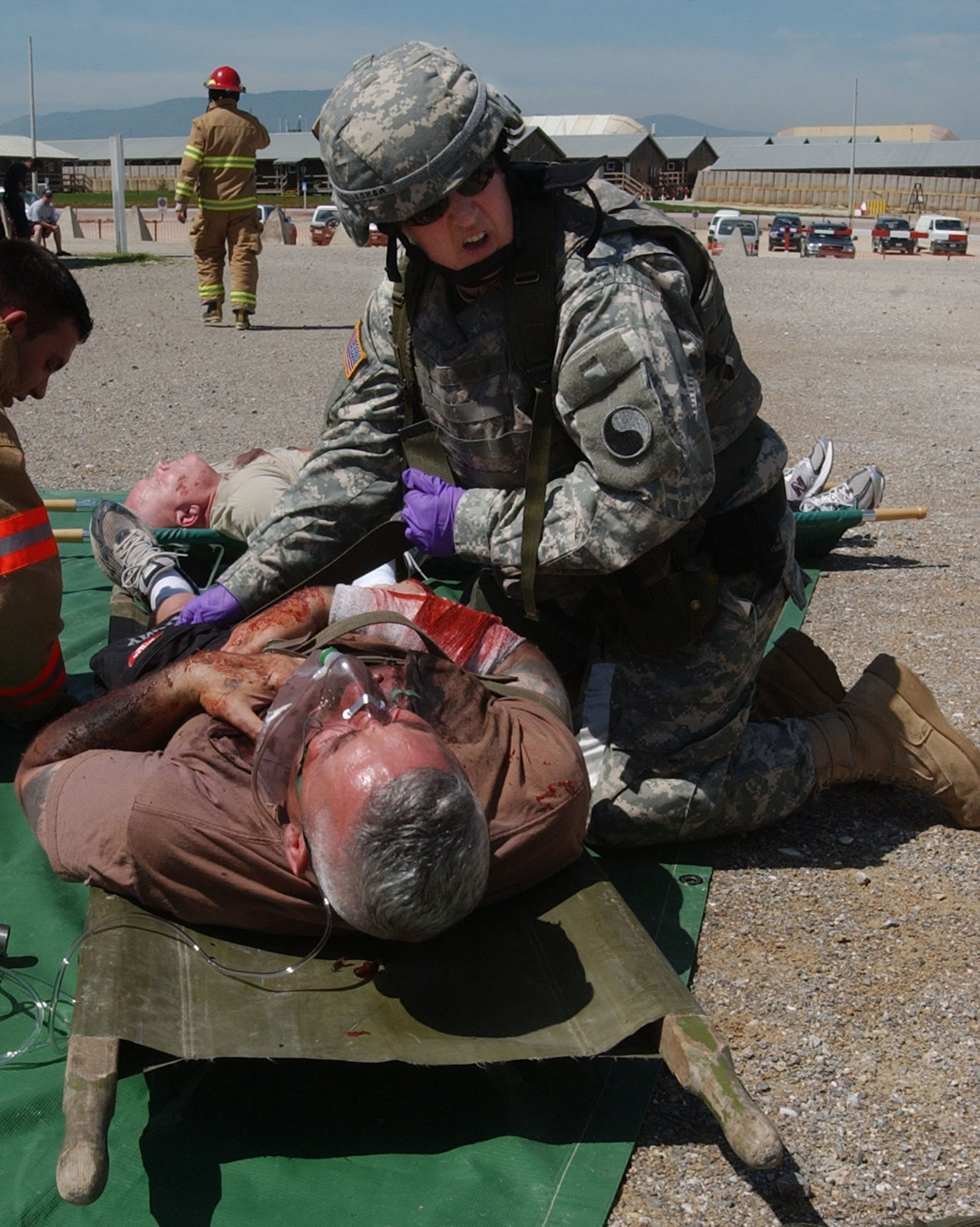
第29步兵师的士兵在科索沃邦德斯蒂尔军营执行一次大规模演习活动

2001年6月16日，数百名第29步兵师的士兵在路易斯安那州波尔卡堡完成为期9天的训练，训练后的部队将作为波斯尼亚北约维和部队的第二个师级指挥部前往波斯尼亚执行维和任务。最终，共有2,085名来自美国16个州的国民警卫队士兵与同在美国的防区内的多国维和部队一起执行任务。他们的轮换工作从2001年10月开始，为期六个月。
2003年7月，第29师在堪萨斯州莱文沃斯堡完成为期两周的作战演习。将近1,200名士兵参加了这次由第一集团军监督的训练活动。同时参加模拟作战演习的有纽约陆军国民警卫队第42步兵师的150名士兵。演习范围从大规模的突发事件到空降以及国内的相关行动。
2004年3月，其下辖编有500多名士兵的116步兵团第3营进行参加持久自由行动的动员活动，其行动地点为阿富汗，为期579天。经过4个月的训练，部队部署至阿富汗巴格拉姆空军基地并在那里分为两个作戰单位。其中一支单位作为巴格拉姆机场附近的驻守部队以及战区北部的快速反应部队。他们将进行5,10以及20公里的环形路线巡逻以保证基地安全，同时他们随时准备接受紧急命令前往位于阿富汗任何地方的交战区支援己方作战部队。另一支单位则由营長带领前往南部地区的瓦尔达克以及加慈尼地区执行指挥任务。这次行动中第116团受到二战后的第一次伤亡。鲍比比斯利中士（SGT Bobby Beasley）和克雷格绮丽上士（SSG Craig Cherry）在加慈尼南部接近吉兰省的地点执行一次巡逻任务时遭受简易爆炸装置袭击而身亡。在行动最初的三个月中，（期间包括第一次阿富汗总统选举，胜选者为哈米德·卡尔扎伊），第3营几乎每一名士兵都在任务区内部署。部队最终于2005年7月返回美国并因其在任务期间成功执行上百次的巡逻与交战任务而获得高度表彰。
诺曼底战役60周年，350名老兵、政客及士兵代表第29师前往法国诺曼底与巴黎参加纪念活动。为纪念战役60周年，美国陆军国民警卫队举办一場盛大的纪念活动。由于当时参与战役的老兵都已年近80，所以这次的纪念活动被视为是最后一次有众多二战老兵参加的活动。
第29师在2006年进行了一次规模较大的整编。师中配属一支特种作战营，同时师下辖3个旅均進行改编。改编后的该师下辖三支旅级单位:北卡罗来纳州第30装甲旅级战斗队、弗吉尼亚第116步兵旅级战斗队以及马里兰第29师航空作战旅。
2006年12月，第29师接管科索沃维和部队东部地区的指挥权，其士兵作为北约多国特遣队而在该地区执行维和任务。特遣队由来自乌克兰、希腊、波兰、罗马尼亚、亚美尼亚以及拉脱维亚的部队组成，美国陆军准将道格拉斯·埃尔哈特兼任特遣队長及第29师副师长。步兵师于2007年11月返回贝尔沃堡。
第116步兵旅级战斗队在密西西比州谢尔比训练营经过为期3个月的部署前训练后，于2007年9月参加伊拉克自由行动并部署至伊拉克及科威特。部队于2008年5月返回本土。
从2010年12到2011年10月，大约有72名来自弗吉尼亚和马里兰国民警卫队的第29师士兵派赴阿富汗。这些士兵歸於驻阿富汗国际维和部队联合指挥安全合作组麾下。其任务是协助阿富汗国家安全部队的发展及扩建，并作为阿富汗高级军官的顾问与导师。共有49个不同国家的派遣队组成北约联合部队，其安全合作组的队员每天都要在阿富汗境内协同互动。
2011年11月，这些部队由第29师的新一批部队所替换。新一批的由65名士兵所组成的部队直到2012年7月以前一直在阿富汗安全合作组内执行任务。
在这次部署行动中，马里兰陆军国民警卫队的少校罗伯特玛钱特在2012年2月25日阵亡，成为该师在行动中唯一的伤亡。
2014年，第29步兵师先后两次向驻地在德国霍恩费尔斯的多国联合戒备中心调派士兵，并在那里协助训练美国及其他国家将要派往科索沃执行维和任务的士兵。第29师的士兵在科索沃维和部队中作为参谋人员以及相关课题顾问，同时保证维和部队的命令及制度正确实施并协同多国联合戒备中心完成部队训练任务。
第29步兵师目前在联邦紧急事务管理署第1号至5号区域（密西西比以东的州）内作为国内灾害应急部队。在这种职务下，该师需要在紧急事件发生时协助当地州的国民警卫队对政府及市民提供救助。 其任务包括接受，筹划，前运以及整合前来支援的救灾部队同时负责建立用于基地支援的军事设施以及用于持续作业的前线活动基地。
2015年7月24日，布莱克·奥特纳准将接替查尔斯·惠廷顿少将成为第29步兵师師長。
2016年12月19日，第29师得到科威特阿里夫詹军营的美国陆军中央集团军（即第三集团军）临时师部的指挥权。这次的部署中包含有450名来自弗吉尼亚，马里兰和北卡罗来纳陆军国民警卫队的士兵，同时也是第29师在二战后第一次配属于第三集团军。
2016年8月，超过80名第29师士兵部署至约旦，並獲授联合军事行动中心的指挥权来支援关键决心行动。.在2017年7月返回之前，部队将领导进行与联军以及约旦军队的相关演习活动。

## 目前编制

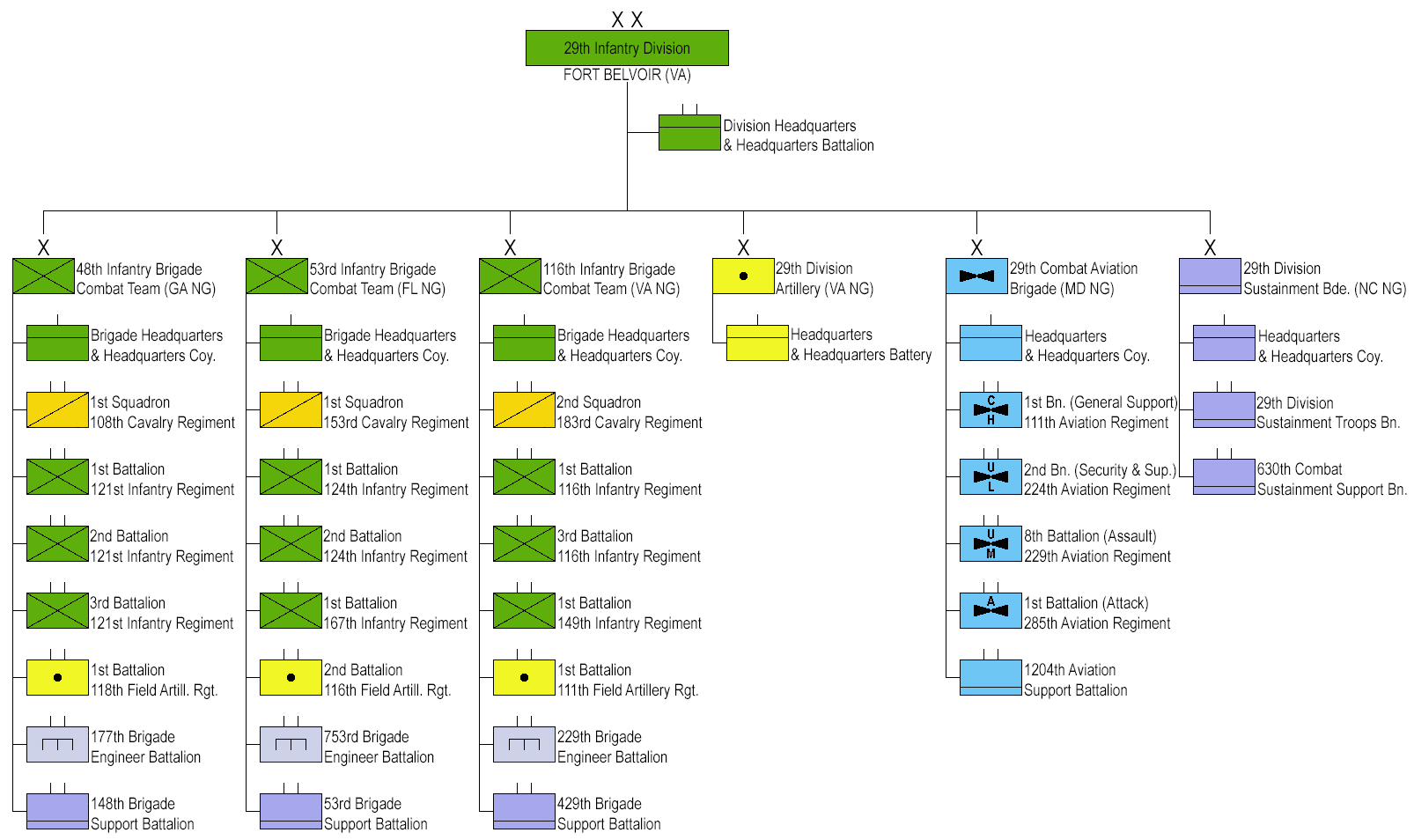
第29步兵师编制结构

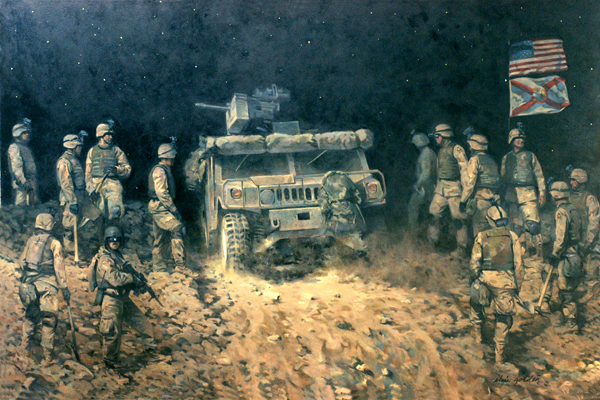
第124团第2营士兵在伊拉克

第29步兵师负责以下单位的训练与备战监督工作， 并不是严格下辖关系。
- 第29步兵师指挥部及师直属营[10]
  - 指挥部及支援连，弗吉尼亚州贝尔沃堡（英语：Fort Belvoir）（VA NG)
  - A（作战）连，弗吉尼亚州贝尔沃堡（VA NG)
  - B（情报与支援）连，马里兰州安纳波利斯（MD NG）
  - C（通讯）连，马里兰州切尔滕纳姆（英语：Cheltenham, Maryland）（MD NG）
  -  第29步兵师军乐队（VA NG）
- 第30装甲旅级战斗队（英语：30th Heavy Brigade Combat Team (United States)）（NC NG（英语：North Carolina Army National Guard））[10]
  - 旅部及旅部连
  - 第150骑兵团第1中队（英语：1st Squadron, 150th Cavalry Regiment）（WV NG）
  - 第252装甲团第1营（英语：1st Battalion, 120th Infantry Regiment）（NC NG）
  - 第118步兵团第4营（英语：1st Battalion, 120th Infantry Regiment）（NC NG）
  - 第120步兵团第1营（英语：1st Battalion, 120th Infantry Regiment）（NC NG）
  - 第113野战炮兵团第1营（英语：1st Battalion, 113th Field Artillery Regiment）（NC NG）
  - 第236旅工兵营
  - 第230旅支援营（英语：230th Brigade Support Battalion）（NC NG）
- 第53步兵旅级战斗队（英语：53rd Infantry Brigade Combat Team (United States)）（FL NG）
  - 旅部及旅部连
  - 第153骑兵团（英语：153rd Cavalry Regiment）第1中队
  - 第124步兵团第1营
  - 第124步兵团第2营
  - 第167步兵团第1营
  - 第116野战炮兵团第2营
  - 旅属工兵营
  - 第53旅支援连
- 第116步兵旅级战斗队（英语：116th Infantry Brigade Combat Team (United States)）（VA NG（英语：Virginia Army National Guard））[10]
  - 旅部及旅部连
  - 第183骑兵团（英语：183rd Cavalry Regiment (United States)）第2中队
  - 第116步兵团第1营（英语：1st Battalion, 116th Infantry Regiment）
  - 第116步兵团第3营（英语：3rd Battalion, 116th Infantry Regiment）
  - 第149步兵团第1营（英语：1st Battalion, 149th Infantry Regiment）
  - 第111野战炮兵团第1营（英语：1st Battalion, 111th Field Artillery Regiment）
  - 第229工兵营（英语：229th Engineer Battalion (United States)）
  - 第429旅支援营（英语：429th Brigade Support Battalion）
- 第29師戰鬥航空旅（英语：Combat Aviation Brigade, 29th Infantry Division）（MD NG（英语：Maryland Army National Guard））[38]
  - 第285航空团（英语：285th Aviation Regiment (United States)）第1营（AZ NG）
  - 第224航空团（英语：224th Aviation Regiment (United States)）第2营（VA NG）
  - 第229航空团（英语：229th Aviation Regiment (United States)）第8营
  - 第111航空团（英语：111th Aviation Regiment (United States)）第1营
  - 第1204航空支援营
- 第142野战炮兵旅（英语：142nd Fires Brigade (United States)）[39][40]
  - 第142火力支援旅（英语：142nd Fires Brigade）旅部及旅炮兵连，阿肯色州费耶特维尔
  - 第142野战炮兵团（英语：142nd Field Artillery Regiment）第1营，阿肯色州哈里森（英语：Harrison, Arkansas）
  - 第142野战炮兵团（英语：142nd Field Artillery Regiment）第2营，阿肯色州史密斯堡
  - 第217旅支援营，布恩维尔（英语：Booneville, Arkansas）
  - F炮兵连，第142野战炮兵团（英语：142nd Field Artillery Regiment）：阿肯色州费耶特维尔
  - 第142通讯连，阿肯色州费耶特维尔

## 荣誉

### 单位嘉奖
| 勋带                                                              | 勋章                             | 年份 | 备注                 |
| ----------------------------------------------------------------- | -------------------------------- | ---- | -------------------- |
| A red ribbon with four vertical dark green stripes in the center. | 二战法国军功十字勋章（带棕榈叶） | 1944 | 绣有“诺曼底海滩”字样 |

### 参战飘带
| 战争 | 飘带                    | 年份 |
| ---- | ----------------------- | ---- |
| 一战 | 阿尔萨斯                | 1918 |
| 一战 | 马斯-阿尔贡             | 1918 |
| 二战 | 诺曼底 （带有箭头纹章） | 1944 |
| 二战 | 法国北部                | 1944 |
| 二战 | 莱茵兰                  | 1945 |
| 二战 | 中欧                    | 1945 |

## 流行文化
第29步兵师多次在流行影视中出现，特别是在诺曼底登陆的场景中。其中，1962年的《最长的一天》 以及1998年的《拯救大兵瑞恩》对其着墨较深。在其他一些影视中第29师曾经作为配角出现，例如2005年电影《世界大战》。
第29师同时也在很多二战题材的电子游戏中出现。这些游戏大多描绘其在诺曼底及之后的欧洲作战的经历，例如游戏《近距离作战》、《英雄连》、《荣誉勋章：联合袭击》以及《使命召唤3》。玩家在这些游戏中大多扮演该师的士兵进行战斗。同时，一个使用黑暗之时（游戏《红色管弦乐队》流行mod）、武装突袭3和风起云涌等游戏的军事模拟社区中亦有同名军事单位。

## 服役人物
有一部分曾在该师服役的士兵后来成为各行业的知名人物。其中包括获得4枚银星勋章的士兵约瑟夫·法林霍尔特，足球运动员詹姆斯·福特，美国联邦法官艾尔弗雷德·巴克斯代尔， 历史学家劳恩斯·沃斯 以及将官密尔顿·雷克德 、诺曼·佛特、 查尔斯·坎纳姆和唐纳德·威尔逊。
在该师服役期间获得荣誉勋章的士兵有亨利·科斯廷、 厄尔·格雷戈瑞 、帕特里克·里根（以上为一战中获得）、弗兰克·派雷格雷和舍伍德·哈尔曼（以上为二战中获得）。